# Acerina Eurasiana
A Acerina Eurasiana (Gymnocephalus cernuus) é um peixe dulcícola encontrado em regiôes temperadas da Europa e norte da Ásia.  Ele foi introduzido nos Grandes Lagos da América do Norte, alegadamente com infeliz resultado.